# سرها بریده خواهد شد (ترانه)
«سرها بریده خواهد شد» (به انگلیسی: Heads Will Roll) ترانه‌ای از گروهٔ موسیقی ایندی راک آمریکایی یه یه یهس می‌باشد که به‌عنوان دومین تک‌آهنگ از سومین آلبوم استودیویی آن‌ها تحت عنوان ایتس بلیتز! (۲۰۰۹) منتشر شده‌است. تک‌آهنگ‌های ۷ اینچی و سی‌دی در ۲۹ ژوئن سال ۲۰۰۹ در بریتانیا منتشر شدند.
نسخهٔ ریمیکس دی‌جی کانادایی ای-ترک از این ترانه در فیلم پروژه ایکس به نمایش درآمد و در فهرست ۲۰۰ تا از بزرگ‌ترین ترانه‌های رقص رولینگ استون به جایگاهٔ ۱۲۴ دست یافت.